# イラロタの死
『イラロタの死』（イラロタのし、原題：英: The Death of Ilalotha）は、アメリカ合衆国のホラー小説家クラーク・アシュトン・スミスによる短編小説。『ウィアード・テールズ』1937年9月号に掲載された。
ゾティークシリーズの一編であり、タスーン国の首都ミラーブを舞台とする。冒頭に「ルダルのタサイドンへの連祷」の詩が引用されている。

## あらすじ
タスーン国のクサントリカ女王は、配偶者たる王を毒殺した後に、幾人もの愛人を作り放埓にふける。彼らのうち女王を満足させられなかった者は、ことごとく残虐な死を迎えた。さて、トゥロス卿もまた宮廷の貴婦人たちと多くの浮名を流しており、その中でも女王の侍女イラロタを愛していた。しかし、クサントリカからトゥロスを奪われたイラロタは、悲しみに暮れる。またトゥロスは女王の法外な要求に辟易し、イラロタを棄てて半ば後悔を感じていた。遠くの領地に急用ができたトゥロスは、宮廷を一週間離れることを喜んだ。
そしてイラロタが謎の死を遂げる。噂によるとイラロタは、愛を取り返すために、魔物召喚や生贄などありとあらゆる呪術を試したが効果はなく、無念と絶望に苛まれていたという。
イラロタの葬儀は、タスーンの古式に則り、故人の名誉を讃える「乱痴気騒ぎの大宴会」となった。葬儀も終わりに近づいた3日目の夜、トゥロスが宮殿に戻る。イラロタの死を知らされていなかった彼は、棺に横たわる彼女の姿を見て驚く。クサントリカは、イラロタの腕に口づけするトゥロスを見て、嫉妬し、彼に深夜に南の四阿に来るように言いつける。しかしトゥロスはイラロタが「真夜中に霊廟で待っています」と語る声を幻聴する。そこにちょうど墓掘りがやって来て、イラロタの棺を運び出す。トゥロスはイラロタが、自分への情熱を蘇らせようとして死を装っていると判断して墓へと向かう。彼が納骨所で棺に横たわるイラロタの姿を見つけた際、彼女は唇をかすかに開けて言葉をつぶやく。
女王は、トゥロスが墓の方角へ歩いていく様子を見て、驚きと怒りを覚える。また、女王は「未練を残して死んだ魔女は、ラミアや吸血鬼に成り果て、そうすることで呪術を完璧なことにすることができる」というタスーンの伝承を思い出し、トゥロスと自分に危険が及ぶことを察し、毒刃とランタンを持って、トゥロスの後を追うことにする。
トゥロスは闇の中で化物を愛撫していたが、恍惚としたまま絶命する。女王は恐慌状態に陥りつつも、毒刃を振り上げ、化物を倒そうとする。しかし、照らされたその姿を見るや、甲高い悲鳴と狂気の笑いをあげながら、納骨所から逃げ出す。第七地獄によって蘇らされ生気を与えられた忌むべきそれに、もはやイラロタを思わせるものは何もなかった。

## 主な登場人物
- アルカイン王 - 女王の夫。毒殺されたと噂される。
- クサントリカ女王 - 未亡人。妖術の噂がある。イラロタの主であり、彼女から恋人を略奪した。
- イラロタ - 女王の侍女。妖術の噂がある。
- トゥロス卿 - 女王の有名な愛人。

## 収録
- 『ゾティーク幻妖怪異譚』創元推理文庫、大瀧啓裕訳